# Скобов, Юрий Георгиевич
Ю́рий Гео́ргиевич Ско́бов (13 марта 1949, Климово, Брянская область — 5 августа 2024, Омутнинск, Кировская область) — советский лыжник. Чемпион XI Олимпийских игр в эстафете по лыжным гонкам 4×10 км в 1972 году в Саппоро, серебряный призер чемпионата мира 1974 года в эстафете, 4-кратный чемпион СССР 15 км (1972, 1973), 30 км (1972), эстафета 4×10 км (1974).
Заслуженный мастер спорта СССР по лыжным гонкам (1972).

## Биография
Родился 13 марта 1949 года в Климове Брянской области. В 1953 году семья переехала в Омутнинск Кировской области.
На юниорском чемпионате Европы 1969 года завоевал две золотые медали, в личной гонке на 10 км и эстафете.
Чемпион XI Олимпийских игр в эстафете по лыжным гонкам 4×10 км в 1972 году в Саппоро, серебряный призёр чемпионата мира 1974 года в эстафете, неоднократный чемпион СССР (1972—1974).
Окончил Кировский педагогический институт.
В последние годы жизни проживал в городе Омутнинск Кировской области. Умер 5 августа 2024 года в возрасте 75 лет.

## Награды и регалии
- медаль «За трудовую доблесть» (3.3.1972)
- Заслуженный мастер спорта СССР (февраль 1972)
- Почётный гражданин города Омутнинск (12.6.1986)
- Почётный гражданин Кирова[6]